# Nilson Corrêa Júnior
Nilson Corrêa Júnior (Vitória, Brasil, 26 de diciembre de 1975) es un futbolista brasileño. Juega como portero.

## Estadísticas

### Clubes
La siguiente tabla detalla los encuentros disputados por Nilson Corrêa en los clubes en los que ha militado.
| Club                       | Temporada   | Liga | Liga | Copas Nacionales * | Copas Nacionales * | Copas Internacionales ** | Copas Internacionales ** | Total | Total |
| Club                       | Temporada   | PJ   | G    | PJ                 | G                  | PJ                       | G                        | PJ    | G     |
| -------------------------- | ----------- | ---- | ---- | ------------------ | ------------------ | ------------------------ | ------------------------ | ----- | ----- |
| Vitória · Brasil           | 1995 - 1996 | 0    | 0    | 0                  | 0                  | 0                        | 0                        | 0     | 0     |
| Vitória · Brasil           | 1996 - 1997 | 0    | 0    | 0                  | 0                  | 0                        | 0                        | 0     | 0     |
| Vitória · Brasil           | 1997 - 1998 | 0    | 0    | 0                  | 0                  | 0                        | 0                        | 0     | 0     |
| Vitória · Brasil           | Total       | 0    | 0    | 0                  | 0                  | 0                        | 0                        | 0     | 0     |
| Santa Cruz · Brasil        | 1998 - 1999 | 0    | 0    | 0                  | 0                  | 0                        | 0                        | 0     | 0     |
| Santa Cruz · Brasil        | Total       | 0    | 0    | 0                  | 0                  | 0                        | 0                        | 0     | 0     |
| Gama · Brasil              | 1999 - 2000 | 0    | 0    | 0                  | 0                  | 0                        | 0                        | 0     | 0     |
| Gama · Brasil              | 2000 - 2001 | 0    | 0    | 0                  | 0                  | 0                        | 0                        | 0     | 0     |
| Gama · Brasil              | Total       | 0    | 0    | 0                  | 0                  | 0                        | 0                        | 0     | 0     |
| Santa Cruz · Brasil        | 2001 - 2002 | 0    | 0    | 0                  | 0                  | 0                        | 0                        | 0     | 0     |
| Santa Cruz · Brasil        | 2002 - 2003 | 0    | 0    | 0                  | 0                  | 0                        | 0                        | 0     | 0     |
| Santa Cruz · Brasil        | Total       | 0    | 0    | 0                  | 0                  | 0                        | 0                        | 0     | 0     |
| Americano · Brasil         | 2003 - 2004 | 0    | 0    | 0                  | 0                  | 0                        | 0                        | 0     | 0     |
| Americano · Brasil         | Total       | 0    | 0    | 0                  | 0                  | 0                        | 0                        | 0     | 0     |
| Náutico · Brasil           | 2004 - 2005 | 0    | 0    | 0                  | 0                  | 0                        | 0                        | 0     | 0     |
| Náutico · Brasil           | Total       | 0    | 0    | 0                  | 0                  | 0                        | 0                        | 0     | 0     |
| Vitória Guimarães Portugal | 2005 - 2006 | 27   | 0    | 1                  | 0                  | 2                        | 0                        | 29    | 0     |
| Vitória Guimarães Portugal | 2006 - 2007 | 0    | 0    | 0                  | 0                  | 0                        | 0                        | 0     | 0     |
| Vitória Guimarães Portugal | 2007 - 2008 | 0    | 0    | 0                  | 0                  | 0                        | 0                        | 0     | 0     |
| Vitória Guimarães Portugal | 2008 - 2009 | 0    | 0    | 0                  | 0                  | 0                        | 0                        | 0     | 0     |
| Vitória Guimarães Portugal | 2009 - 2010 | 0    | 0    | 0                  | 0                  | 0                        | 0                        | 0     | 0     |
| Vitória Guimarães Portugal | 2010 - 2011 | 0    | 0    | 0                  | 0                  | 0                        | 0                        | 0     | 0     |
| Vitória Guimarães Portugal | 2011 - 2012 | 0    | 0    | 0                  | 0                  | 0                        | 0                        | 0     | 0     |
| Vitória Guimarães Portugal | Total       | 0    | 0    | 0                  | 0                  | 0                        | 0                        | 0     | 0     |
| Persepolis FC Irán         | 2012 - 2013 | 0    | 0    | 0                  | 0                  | 0                        | 0                        | 0     | 0     |
| Persepolis FC Irán         | 2013 - 2014 | 0    | 0    | 0                  | 0                  | 0                        | 0                        | 0     | 0     |
| Persepolis FC Irán         | 2014 - 2015 | 0    | 0    | 0                  | 0                  | 0                        | 0                        | 0     | 0     |
| Persepolis FC Irán         | Total       | 0    | 0    | 0                  | 0                  | 0                        | 0                        | 0     | 0     |
| Moreirense Portugal        | 2015 - 2016 | 0    | 0    | 0                  | 0                  | 0                        | 0                        | 0     | 0     |
| Moreirense Portugal        | Total       | 0    | 0    | 0                  | 0                  | 0                        | 0                        | 0     | 0     |